# Angelika Klüssendorf
Œuvres principales
Q27553540
Angelika Klüssendorf, née le 26 octobre 1958 à Ahrensburg, est un écrivain allemand.

## Œuvres
- Sehnsüchte. Eine Erzählung, 1990
- Anfall von Glück, récit, 1994
- Frag mich nicht, schieß mich tot!, farce, 1995
- Alle leben so, roman, 2001
- Aus allen Himmeln, récits, 2004
- Amateure, récits, 2009
- Das Mädchen, roman, 2011

- traduit en français sous le titre La Fille sans nom  par François et Régine Mathieu, Paris, Presses de la Cité, coll. « Domaine étranger », 2015, 206 p.  (ISBN 978-2-258-10104-3)
- Grand prix de l'héroïne Madame Figaro 2015
- April, roman, 2014

- traduit en français sous le titre April par François et Régine Mathieu, Paris, Presses de la Cité, coll. « Domaine étranger », 2016, 256 p.  (ISBN 978-2-258-11917-8)
- Jahre später, roman, 2018